# انتهای قدرت
انتهای قدرت فیلمی به کارگردانی و نویسندگی کریم آتشی ساختهٔ سال ۱۳۷۳ است.

## خلاصه داستان
«علی» در راه بازگشت از مدرسه، مجروحی را می‌بیند که توسط دو موتور سوار ترور شده و به دائی‌اش «امیر» اطلاع می‌دهد تا مجروح را که محمود نام دارد به بیمارستان برسانند. «امیر» که مأمور اطلاعاتی است تحقیق را درخصوص ترور مرد مجروح آغاز می‌کند، اما در فاصله کوتاهی محمود، ناپدید می‌شود… محمود که از اعضای یک گروهک بوده و به عنوان بمب‌گذار آن‌ها را یاری می‌داده، پس از اختلاف با ایشان، مورد تعقیبشان است که سرانجام نیز به قتل می‌رسد. «امیر» در ادامه تحقیقاتش، خانه نیمی ازآن‌ها را شناسایی و سبب گرفتاری‌شان می‌شود.

## بازیگران
- شهراد وثوقی
- مهشید افشارزاده
- مهدی لنجانیان
- پیمانه طهماسبی
- شهلا ریاحی
- فیروز قاسمی
- حمید میرباقری
- صدیقه کیانفر
- داوود قاسمی
- منوچهر عظیمی
- معصومه نوریان
- محمدرضا رفعتی
- علیرضا شفیع‌زاده
- رضا دلیخون
- وحید نادری
- احمد حاجی‌وند
- محمد طاهری